# 宗教テロ
この記事では宗教的テロリズム（しゅうきょうてきテロリズム、英語: religious terrorism）について解説する。

## 概説
まず「宗教的テロリズム」や「宗教テロ」といった用語について解説すると、英語圏で使われているreligious terrorism（宗教的テロリズム、宗教テロ）という用語について、Jeroen Gunninga と Richard Jacksonが分析している。彼らの指摘によると、学術研究の面から見ても、政治的な面から見ても、「religious terrorism 宗教的テロリズム」という用語・概念を使用することは様々な問題をはらんでいる。この「宗教的テロリズム」という用語を使ってしまうことは、「religious terrorist 宗教的テロリスト」に分類される人々の動機・原因・行動を理解するという点では誤った方向に導きがちだからである。
米国のマスコミなどで「宗教テロ」と扱われているものの中には、実は「貧困テロ」に分類したほうが良いものも多く含まれている。世界の人口のおよそ半数が貧困層で、1日の生活費がわずか2ドル以下で、医療も充分にない、という悲惨な状態で絶望の中で暮らしている。だが、先進国の富裕層はそうした事実を知らずに、あるいは認めようとせずに暮らし、よりいっそう低所得の者を都合よく利用して（「搾取」して）、さらに貧富の格差が広がるような方法ばかりを選び、悪循環が広がっている。貧困層は彼らの苦境を先進国の富裕層に訴えようとしても、そうした声は富裕層にとっては都合が悪く感じられるので、ほとんど届かず無視され、先進国のマスメディアにもほとんど流されない。富裕層にとっては、そうした貧困層の声や実情が知れることは、自分たちのビジネスを進めるうえで都合が悪いので、意図的にそれを隠ぺいしようとすることもある。また、貧困層はしばしば充分な教育を受ける機会も失っており、自分たちの考えをまとまった形にしたり、書籍にしたり論文として発表することも困難である。結局、多くの場合、貧困状態におかれた人々の苦しみをしっかりと受け止めてくれ、その気持ちを代弁してくれるのは宗教になる。多くの宗教が弱者への想いやりの重要性を説いており、互いに助け合うことの重要性を説いており、そうした精神を体現した組織や実践体系を持っていることも多い。かくして、貧困に苦しむ人たちが、宗教へと接近することになる。そして彼らは、宗教的な装いを帯びつつ、（無理解・無慈悲・強欲と彼らの眼には映り、彼らを貧困に追い込んでいる張本人だと思われている）先進国の富裕層や、富裕層が実質的に実権を握っている先進国の政府に対し闘いを挑んでゆくことになる。
彼らは国境を越えて連帯して戦いを行うこともある。世界宗教は、国境を越えて人々を連帯させるからである。
なお中野毅（宗教学の教授）は、9.11テロについて言えば、宗教社会学の相対的剥奪論からの理解が有効、と指摘した。中野毅によると、ハイジャック機を操縦した犯人たちは、ドイツやアメリカという西洋先進国で勉強できるような（故国の中で言えば）恵まれた環境にあったが、故国では望むような仕事につけていなかった。つまり、相対的には貧困や貧富の極端な差などの問題が影響している。犯人らの大半は、もともと故国にいた時は宗教的だったわけではない。実行犯たちは西欧諸国に留学し、何名かはドイツ人の家庭に寄宿したが、そこにとけ込めず、放り出されたり、差別されたことによって、自分たちが西洋人とは異なる文化や価値観をもった民族だと思い知らされた。そこで過激な宗教思想によって自己確認が行われ、留学先で体験した失望や挫折による不満・反発で生まれたすきまにイスラム過激派の思想と運動が入り込んだ。つまり、異国の地で自己の相対化、ついでセルフ・アイデンティティーの再構築が行なわれる過程で、超自然的な使命感や目的観が与えられ、さらに甘美な自己犠牲の誘惑もあり、結果として殉教者となる道を歩んだと考えられる、と中野は述べた。
21世紀には、インターネット上のSNS等々の現代的なツールを用いて世界の若者に対して呼びかけを行う組織が出てきた。過激派組織ISILなどがそうである。この組織は、中東にあったイスラームの巨大な国家、オスマン帝国が20世紀に西洋諸国の都合や策略によって「イラン」や「イラク」などに恣意的に分断されてしまったことなどをよしとせず、かつて中東にあった大きな統一的なイスラームの国家を取り戻すべく、世界の人々に呼びかけており、イスラーム圏の人々だけでなく、イギリスや米国などの白人の若者までもがそのメッセージに共感し、中東に駆けつけて戦闘に加わる者も多く、大きなうねりとなっている。

## 宗教テロを起こした団体
- サラフィー・ジハード主義諸団体
  - ISIL – スンナ派、ワッハーブ派、反ユダヤ主義、反キリスト主義、イスラム帝国主義
  - アブ・サヤフ – フィリピン
  - アル・アクサ殉教者旅団
  - アルカーイダ – アメリカ同時多発テロ事件を起こしたとされる
  - アル＝ヌスラ戦線 – シリアのアルカイダ、レバントのアルカイダ
  - ジェマ・イスラミア – インドネシア、マレーシア
  - ターリバーン – パキスタン、アフガニスタン
  - ボコ・ハラム – ナイジェリア
  - ラシュカレトイバ – パキスタン、インド
  - 東トルキスタンイスラム運動／トルキスタン・イスラーム党 – 新疆で多くの爆弾事件を起こした
- ムスリム同胞団 – スンナ派
  - ハマース – イスラエル・ユダヤ人に対し自爆テロを続けている（「イスラエル」という国家すら認めていない）
- パレスチナ解放機構（PLO）諸団体
  - パレスチナ解放人民戦線（PFLP） – 政治的極左（マルクス・レーニン主義）であるが、その他の極左団体やイスラム系の過激派とは連携・協働や対立を繰り返し、強烈な反ユダヤ主義（Islam and antisemitism, Antisemitism in Africa, Antisemitism in the Arab world）で合致している
  - ファタハ – 中道左派の政党であるが、イスラエル・ユダヤ人に対するテロを行っている（政治的シンクレティズム）。
    - フォース17 – 親衛隊
- ヒズボラ – シーア派系過激派（他の過激派と同様「イスラエル」という国家すら認めていない）
- カハ（Kach） – ユダヤ人過激派団体。成文トーラーなどに基づく教条的なイスラエル復活（Halachic state）を目指し、イスラエル政府、アラブ人、パレスチナ人を脅迫、攻撃している（この組織はイスラエル国家によりテロリスト認定されている）
- クルディスタン労働者党 – クルド系極左組織であるが、イスラム系の過激派（Kurdish Islamic organisations）も存在する
- クー・クラックス・クラン
- ブランチ・ダビディアン – プロテスタント系のセブンスデー・アドベンチスト教会から分裂した過激派団体。1993年連邦捜査官やFBIと銃撃戦を繰り広げた
- 969運動 – 反イスラーム主義・ロヒンギャの迫害に関わっていると一方的に非難されている。
- オウム真理教 – 地下鉄サリン事件、松本サリン事件などを起こした
- ダル・カルサ（Dal Khalsa） – シーク教過激派。独立国家の設立を目指している
- 国際シーク青年同盟（the International Sikh Youth Federation, ISYF） – シーク教過激派